# Jásd
Jásd è un comune dell'Ungheria di 839 abitanti (dati 2001). È situato nella contea di Veszprém.